# Cuestă

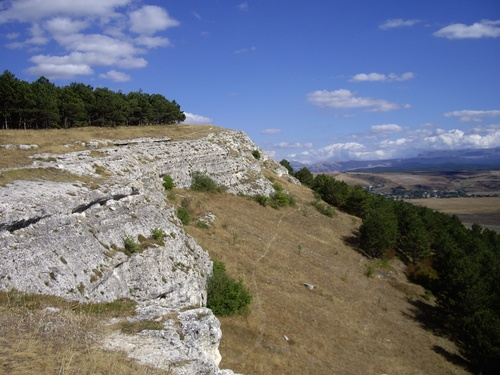
Cuestă în Crimeea

Cuestă (din spaniolă cuesta) este un termen introdus în geomorfologie de W.M. Davis din toponimia mexicană, pentru a desemna o formă de relief asimetrică într-o regiune unde straturile de roci dure alternează cu cele moi și, care a apărut datorită eroziunii diferențiale și retragerii treptate a versanților. Are forma unui povârniș.

## Particularități și terminologie
Se întâlnește în arealele cu structuri monoclinale (cu înclinare de la 2-3  la 15-20 de grade), la nivelul flancurilor anticlinalelor, domurilor, sinclinalelor și bazinelor sedimentare.

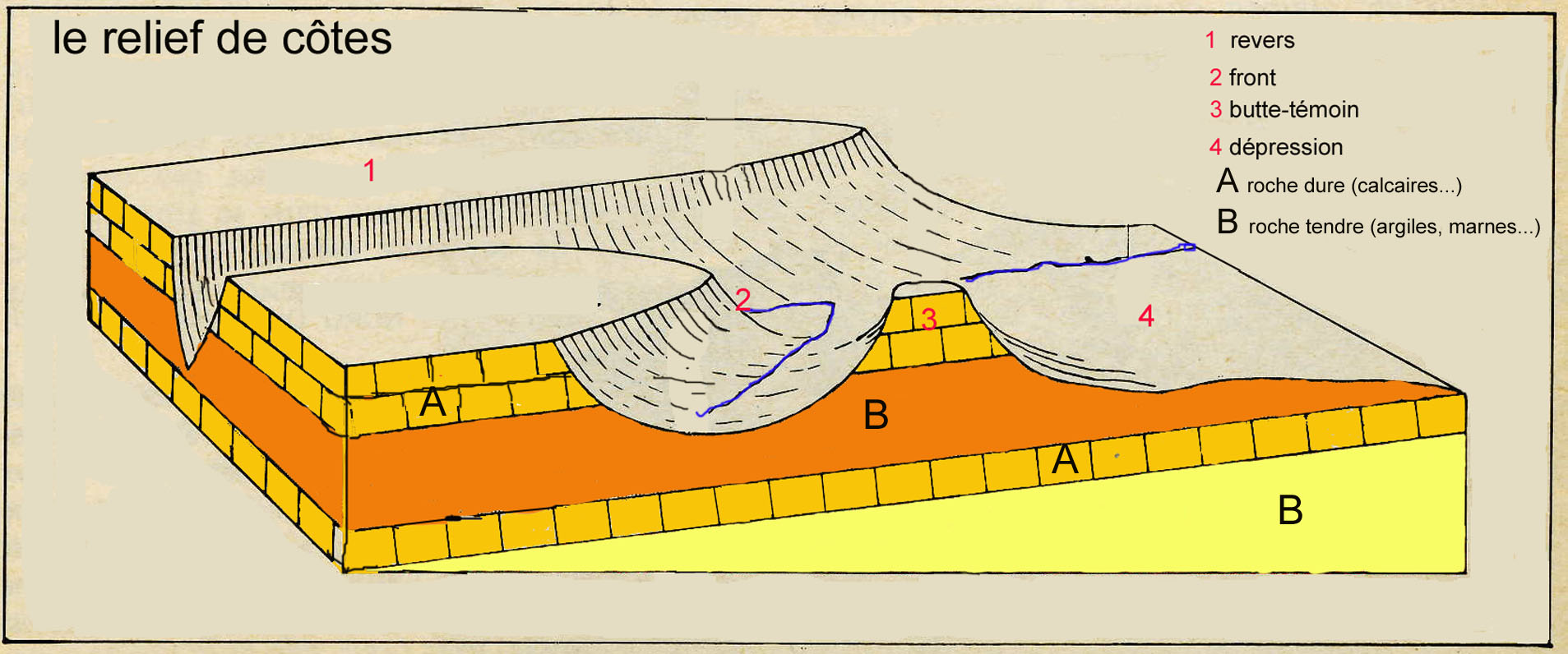
Principalele forme de relief ale unei cueste, în raport cu structura straturilor

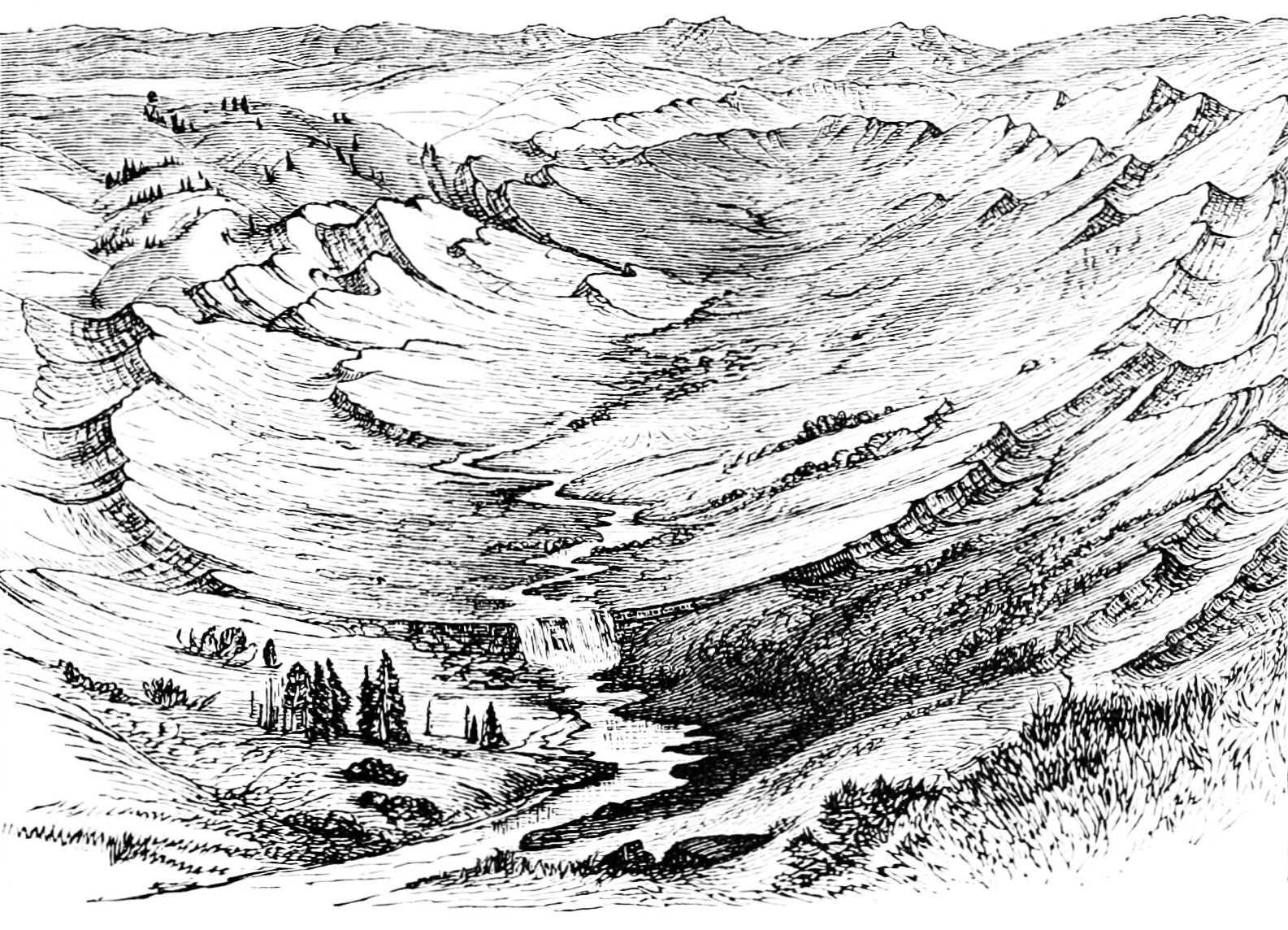
Fronturi de cuestă privind spre exterior, la nivelul unei sinclinal

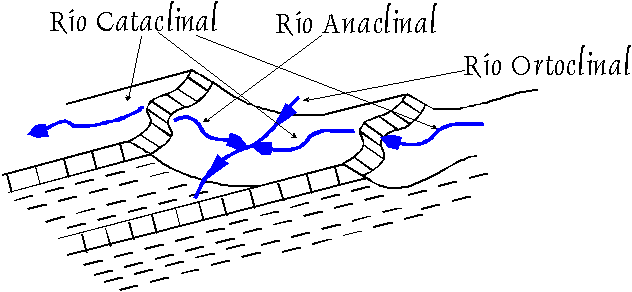

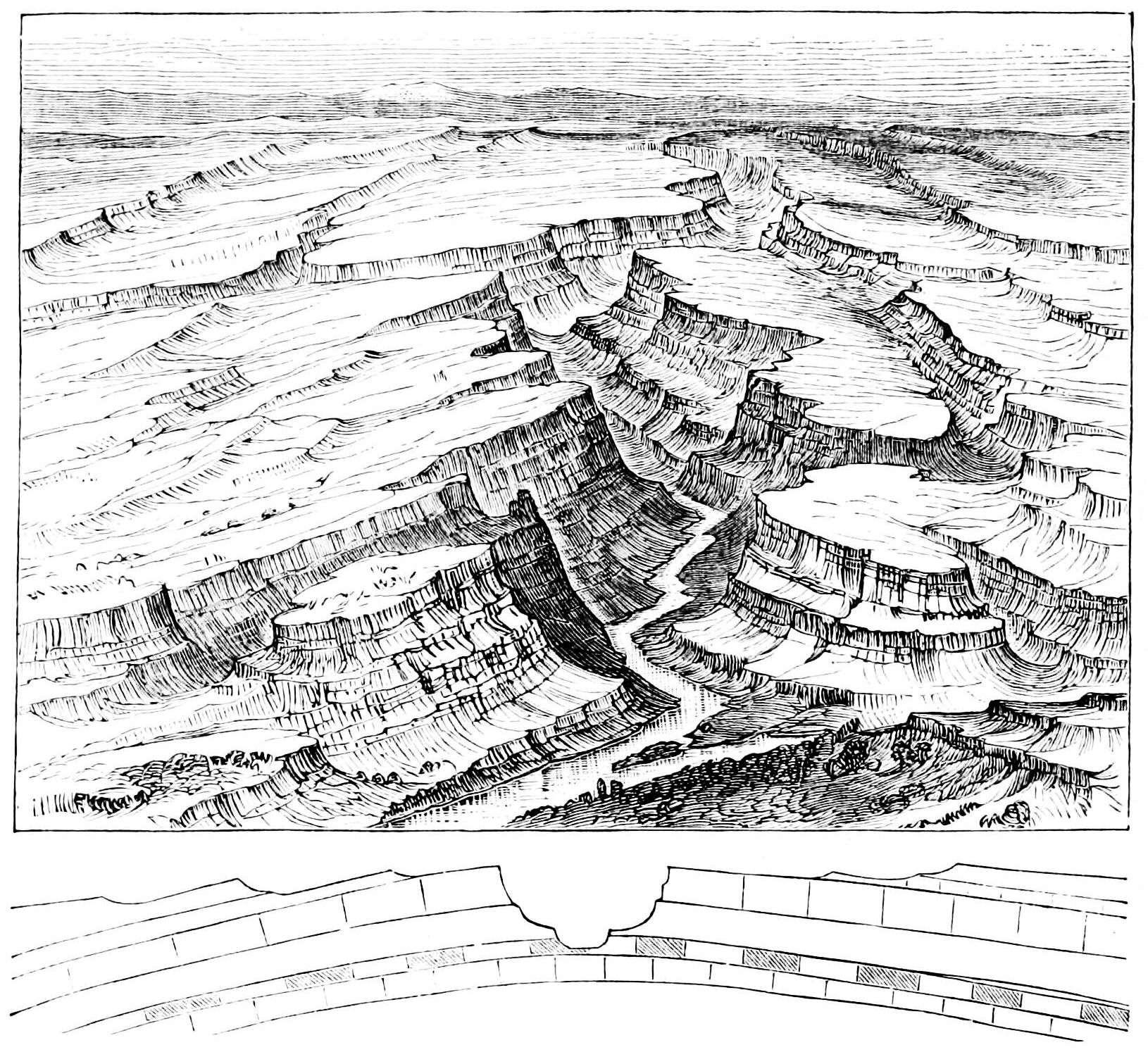
Fronturi de cuestă față în față, la nivelul unei cute anticlinale

Asimetria formei de relief este relevată de faptul că are un versant accentuat înclinat – front (sau frunte) de cuestă, iar partea superioară prezintă o suprafață cu pantă redusă, care se orientează ca înclinare în sens opus frontului – spinare de cuestă (sau revers, suprafață structurală ori platformă structurală). Partea mai domoală corespunde înclinării straturilor pe care s-a format, este mai lină și mai netedă și este în general suprapusă unui strat mai dur, iar partea cu pante mai accentuate (abruptă) și de obicei în trepte (deoarece retează straturi de durități diferite) corespunde capetelor de strat. Atunci când cele două flancuri ale cuestei au aproximativ aceeași înclinare, structura rezultată poartă numele de hogback.
Orientarea fronturilor de cuestă (spre exterior sau interior) poate releva fie flancurile unui sinclinal sau marginile unui bazin sedimentar situat între masive vechi (dacă frunțile privesc spre exterior), fie flancurile unui anticlinal sau prezența unui masiv vechi (dacă frunțile privesc față în față spre interior). 
Într-o regiune de cuestă rețeaua hidrografică are aspect rectangular, deplasarea pe orizontală a cursurilor de apă întrerupându-se când apa atinge stratul rezistent, moment în care valea respectivă avansează datorită eroziunii – în special în adâncime.
Văile care curg Arhivat în 29 mai 2014, la Wayback Machine. în același sens cu înclinarea straturilor sunt cataclinale sau consecvente, iar cele care curg în sens invers (instalate pe frontul cuestei) sunt anaclinale sau obsecvente. O categorie particulară de văi anaclinale[nefuncțională]
 sunt cele resecvente, care curg pe spinarea unei singure cueste. Văile sau depresiunile care sunt perpendiculare pe căderea straturilor sunt orthoclinale. Dacă văile cataclinale (consecvente) sunt prima generație de văi, cele ortoclinale (subsecvente) sunt a doua generație. Văile:
- care străpung frontul cuestei pot da naștere la pâlnii structurale (consecvente sau obsecvente)
- orthoclinale pot împinge lateral frontul și creează depresiuni subsecvente. Dacă acestea sunt la periferia unui masiv montan capătă numele de depresiuni de contact (periferice) - cum este Depresiunea Sibiului

La baza frunților cuestelor se dezvoltă o rețea hidrografică subsecventă care are tendința de amplificare a cuestelor, prin drenarea sedimentelor transportate de pe versanți.
Sub denumirea de pseudocuestă este identificat un abrupt retezat într-o pânză aluvionară înclinată, așa cum sunt pietrișurile piemontane.

## Clasificări

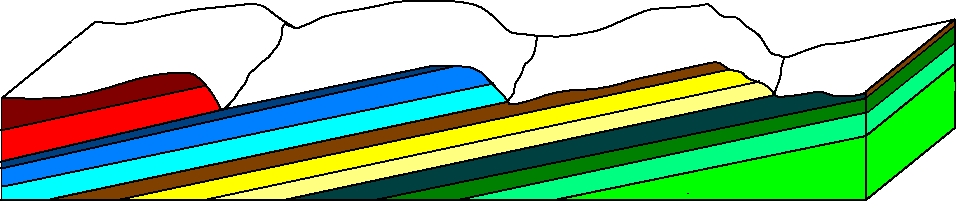
Secțiune schematică a 3 cueste, cu pantele corespondente straturilor orientate spre stânga și straturile de roci mai dure figurate în culori mai închise decât cele mai moi

Din punct de vedere al orientării, fragmentării și etajării frontului de cuestă, se identifică cueste:
- simple, duble sau triple, atunci când apar straturi dure suplimentare pe frontul cuestei, cea ce face să apară un aliniament de umeri
- dedublate, atunci când o nouă vale subsecventă (ortoclinală) decupează spinarea unei cueste după ce atinge stratul moale de dedesubt
- cu front masiv, când acesta este puțin fragmentat și are amplitudini mari;
- cu front festonat. Anterior de front pot rămâne martori structurali care fie păstrează stratul dur („martori cu cunună”), fie nu.

Cuestele mai pot fi:
- apropiate sau distanțate
- desfășurate în linie dreaptă sau în arc de cerc (dacă frontul cuestei înconjoară parțial un masiv muntan sau bazin de sedimentare) – cueste arcuite concave sau convexe, cu front intern sau extern.

## Notă
1. ↑  DEXonline – cuestă
2. 1 2 3 4 5 6 7 8  Expl. „Cuestă” în Op. cit. Bibliografie:Dicționar de Geografie–Geologie
3. ↑  Speologie - Glosar de termeni
4. ↑  „Informații geografice”. Arhivat din original la 14 iulie 2014. Accesat în 13 iunie 2014.

## Legături externe

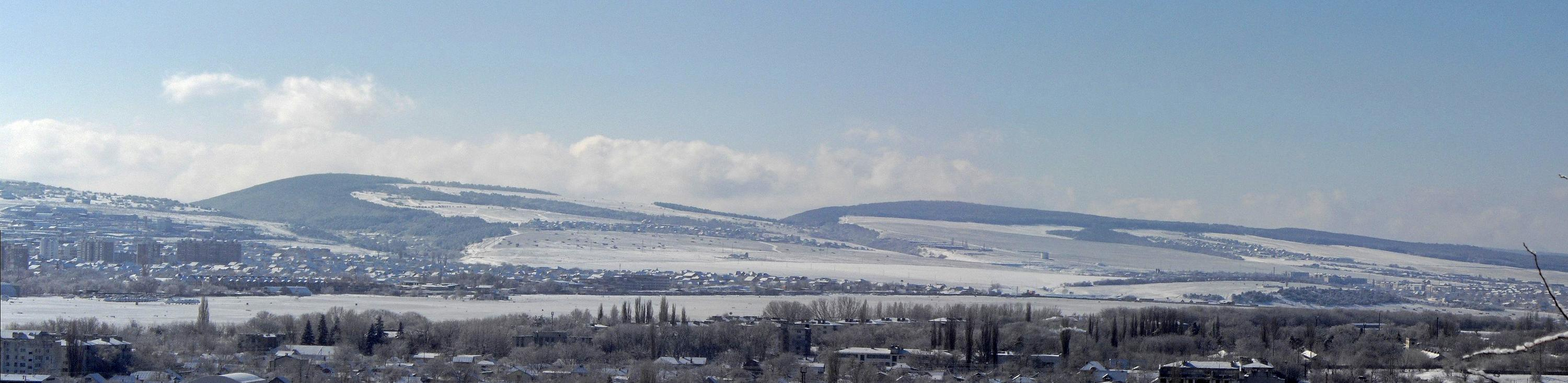
Cueste în Simferopol, Crimeea